# ولنیچی
ولنیچی (به لاتین: Velenići) یک منطقهٔ مسکونی در بوسنی و هرزگوین است که در فوچا، بوسنی و هرزگوین واقع شده‌است.